# Бисквитное
Бисквитное (укр. Бісквітне) — село, 
Малороганский сельский совет,
Харьковский район,
Харьковская область.
Код КОАТУУ — 6325182503. Население по переписи 2001 года составляет 161 (74/87 м/ж) человек.

## Географическое положение
Село Бисквитное находится на левом берегу реки Роганка,
выше по течению на расстоянии в 3 км расположено село Степанки,
ниже по течению на расстоянии в 3 км расположен пгт Рогань,
на противоположном берегу — село Малая Рогань.

## История
- 1937 — дата основания.

## Экономика
- Молочно-товарная ферма.

## Достопримечательности
- Братская могила 50 советских воинов.